# Hans-Otto Karnath
Hans-Otto Karnath (* 1961) ist ein deutscher Neurologe, Neuropsychologe und Hochschullehrer.

## Leben
Karnath studierte Psychologie und Medizin an den Universitäten Freiburg und Aachen. Er promovierte 1989 in Freiberg zum Thema Störungen mentaler Planungsprozesse nach Frontalhirnschädigungen.
Danach war er an der Neurologischen Klinik der Universitäten Freiburg, Aachen und Tübingen wissenschaftlich und ärztlich tätig. Er arbeitete als Facharzt für Neurologie und habilitierte 1998 für Neurologie und Klinische Neuropsychologie.
Karnath lehrt als Professor für Neuropsychologie an der Medizinischen Fakultät der Universität Tübingen und ist Leiter der Sektion Neuropsychologie am Zentrum für Neurologie und Hertie-Institut für Klinische Hirnforschung.
Karnath ist Mitglied der Deutschen Gesellschaft für Neurologie und Mitherausgeber neuropsychologischer Lehrbücher.

## Forschung
Karnath untersucht die Raumorientierung und das Objekterkennen von Menschen. Ziele sind einerseits die Grundlagenforschung auf dem Gebiet der Wahrnehmung der eigenen Körperorientierung, der Prozesse der Aufmerksamkeit und Raumerkundung sowie visuomotorischer Koordinationsprozesse und andererseits die Entwicklung von Behandlungsstrategien von kognitiven Störungen nach Hirnschädigung, z. B. durch Schlaganfälle, Unfälle und Tumoren.
Für seine Forschungen erhielt er unter anderem 2002 den Heinrich-Pette-Preis der Deutschen Gesellschaft für Neurologie (DGN) als Würdigung seiner wissenschaftlichen Arbeiten über Strategien für eine Behandlung hirngeschädigter Patienten.

## Publikationen (Auswahl)
- Störungen mentaler Planungsprozesse nach Frontalhirnschädigungen. 1989 (Dissertation, Universität Freiburg)
- Blickbewegungsstörungen und deren Kompensationsmöglichkeiten bei hirngeschädigten Patienten mit Hemineglect. 1990 (Dissertation, Universität Freiburg)
- Räumliche Orientierung und visuomotorische Exploration nach parietalen Läsionen. 1998 (Habilitationsschrift, Universität Tübingen)

## Bücher
- mit Wolfgang Hartje und Wolfram Ziegler: Kognitive Neurologie. Thieme, Stuttgart 2005, ISBN 3-13-136521-8.
- mit Peter Thier: Neuropsychologie. Springer 2006, ISBN 3-540-28448-6.
- mit Peter Thier: Kognitive Neurowissenschaften. Springer 2012, ISBN 978-3-642-25526-7.
- mit Georg Goldenberg und Wolfram Ziegler (Hrsg.): Klinische Neuropsychologie – Kognitive Neurologie. Thieme 2014, ISBN 978-3-13-171611-8.